# Yen Tan
Yen Tan (Kuala Lumpur, 1975) és un productor i director de cinema independent estatunidenc nascut a Malàisia.

## Biografia
Tan va emigrar de Malàisia als 19 anys i es va establir a Dallas, Texas.
És conegut per les seves pel·lícules premiades Happy Birthday (2002) i Deadroom (2005). També va dirigir la pel·lícula de temàtica gai Ciao (2008) amb un guió coescrit amb l'actor principal Alessandro Calza. El seu guió semifinalista del laboratori de guió Pit Stop va ser seleccionat per l'Outfest Screenwriting Lab. La pel·lícula també es va projectar al Festival de Cinema de Sundance de 2013. També va ser finalista del prestigiós Premi Vilcek a la Promesa Creativa.
Tan és obertament gai.

## Filmografia

### Director
Llargmetratges
- 2002: Happy Birthday
- 2005: Deadroom (Codirigida amb James M. Johnston, David Lowery i Nick Prendergast)
- 2008: Ciao
- 2013: Pit Stop
- 2018: 1985

Curtmetratges
- 2001: Love Stories
- 2008: Coda
- 2011: Wanted
- 2016: 1985

### Productor
- 2005: Deadroom
- 2008: Coda (curt)
- 2008: My Mom Smokes Weed (curt)

### Actor
- 2011: 3 Thumbs Up as himself (documental)

## Premis
Per Happy Birthday
- 2002: Va guanyar el Premi del Jurat a la "Millor llargmetratge - Gai masculí" al Festival Internacional de Cinema Gai i Lèsbic de Filadèlfia
- 2002: Va guanyar el Premi New Directors Showcase - Bets Feature al Portland LGBT Film Festival
- També va obtenir una menció honorífica a Image+Nation a Mont-real

Per Deadroom
- 2005: Premi del director al Festival de Cinema de Texas (compartint amb James M. Johnston, David Lowery i Nick Prendergast)

Per 1985
- 2018: Premi a la millor pel·lícula a la Fire!! Mostra Internacional de Cinema Gai i Lesbià[5]